# Eymundar þáttr hrings

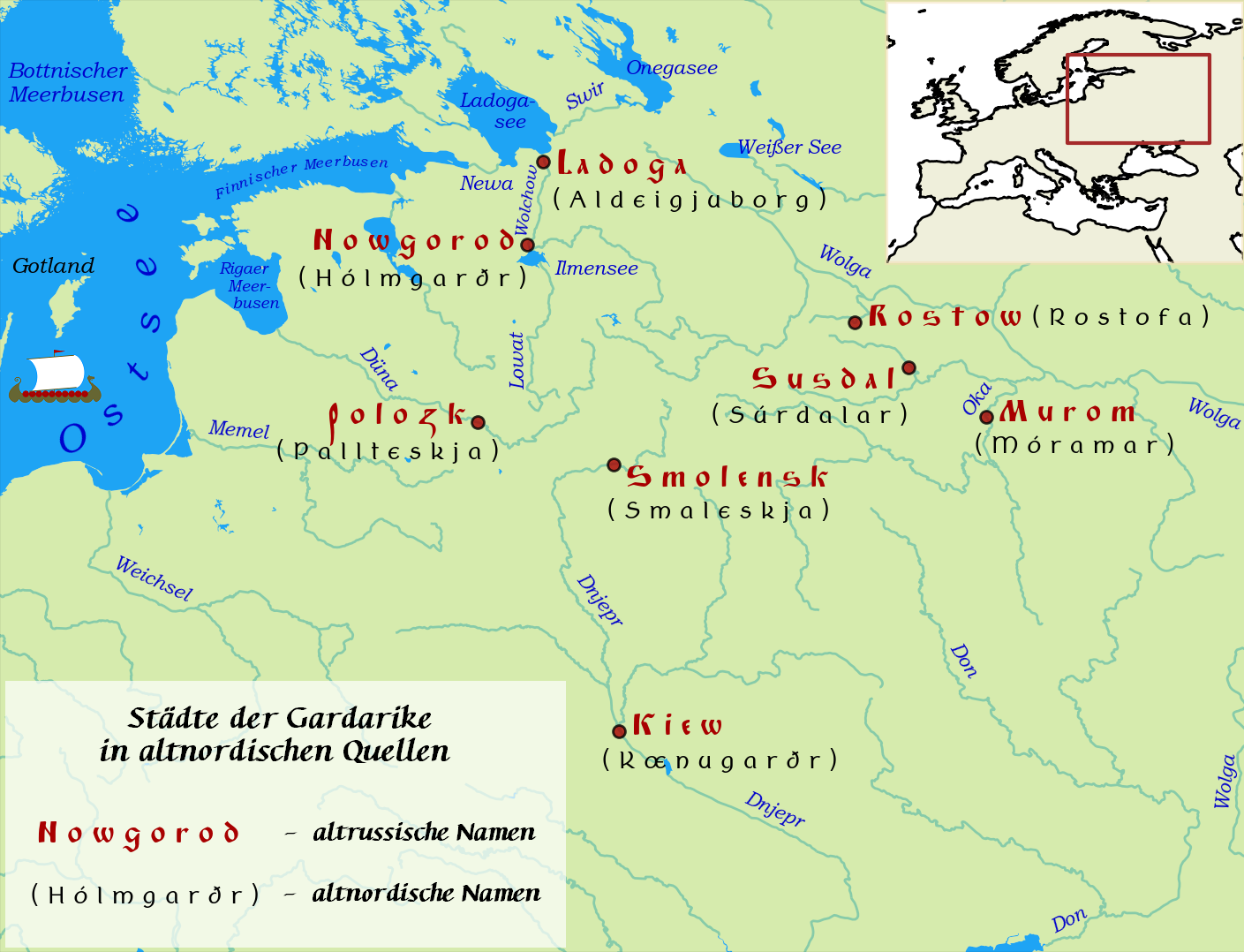
Einige der Städte von Garðaríki kommen im Eymundar þáttr hrings vor.

Der Eymundar þáttr hrings (deutsch Erzählung von Eymundr) ist eine kurze altnordische Erzählung (Þáttr) aus dem 13. Jahrhundert. Sie beschreibt die Machtkämpfe um das Großfürstentum Kiew und das Fürstentum Polozk Anfang des 11. Jahrhunderts.

## Überlieferung
Erhalten ist der Þáttr in der Flateyjarbók (um 1387/90) als Teil der Óláfs saga helga. Eine Erzählung ähnlichen Inhalts ist das einleitende Kapitel in Ingvars saga víðförla.

## Historischer Hintergrund der Erzählung
Seit 1015 war Swjatopolk I. Großfürst von Kiew.
1017 vertrieb ihn sein Halbbruder Jaroslaw der Weise.  Swjatopolk floh nach Polen zu Bolesław Chrobry. Dieser eroberte Kiew zurück, Swjatopolk wurde wieder Großfürst.
1019 eroberte Jaroslaw die Stadt und wurde neuer Großfürst.
Über Swjatoslaw ist seitdem nichts mehr bekannt.

## Inhalt
Um 1018 traf der schwedische Fürst Emund mit 600 Kriegern in Nowgorod bei Jaroslaw dem Weisen ein. Er sollte diesen im Kampf um das Großfürstentum Kiew unterstützen, Kiew wurde erobert.
Dann sollte Emund den Herrscher Burislaw von Kiew töten.
Er floh davor nach Polozk zu Fürst Brjatscheslaw. Nun versuchte Jaroslaw Emund zu töten. Er griff Polozk an. Seine Frau Ingegerd vermittelte einen Friedensschluss zwischen beiden Seiten: Jaroslaw sollte Großfürst bleiben, Brjatscheslaw auch in Kiew regieren (als Regent?), Emund erhielt ein eigenes Herrschaftsgebiet.
Brjatscheslaw starb.
Emund starb in jungen Jahren.
Harald II. floh (1028) aus Norwegen zu Ingegerd nach Nowgorod.

## Orte und Namen
- Garðaríki = Gardarike, Kiewer Rus
- Kænugarðr = Kiew
- Hólmgarðr = Nowgorod
- Palteskju = Polozk
- Aldeigjuborg = Ladoga

- Búrizlafr = Bolesław Chrobry, Herzog von Polen, Verbündeter von Swjatopolk I., die Darstellung stimmt allerdings mehr mit dem historischen Swjatopolk überein.
- Jarizleifr = Jaroslaw der Weise
- Ingigerðr = Ingegerd von Schweden
- Valdimar = Wladimir der Große, Großfürst von Kiew
- Vartilafr = Brjatschislaw, Fürst von Polozk

- Eymundr Hringsson = Emund, Fürst, Sohn von Hringr, Fürst von Hringarike in Uppland in Schweden
- Ragnarr Agnarsson = Ragnar, Jarl, Verwandter und Gefährte von Emund
- Rögnvaldr Úlfsson = Ragnvald, Jarl von Västergötland, Verwandter von Ingegerd, seit 1019 deren Statthalter in Ladoga

## Editionen
- Flateyjarbók (Corpus Codicum Islandicorum Medii Aevi, Band 1). Kopenhagen 1930 (altisländisch).